# Ben Kayede
Ben Kayede – ghański piłkarz grający na pozycji napastnika. W swojej karierze grał w reprezentacji Ghany.

## Kariera klubowa
W swojej karierze piłkarskiej Kayede grał w klubie Asante Kotoko SC.

## Kariera reprezentacyjna
W reprezentacji Ghany Kayede zadebiutował w 1978 roku. W tym samym roku powołano go do kadry na Puchar Narodów Afryki 1978. Wystąpił w nim w trzech meczach: grupowych z Zambią (2:1), z Górną Woltą (3:0) i finałowym z Ugandą (2:0). Z Ghaną wywalczył mistrzostwo Afryki.
W 1980 roku Kayede został powołany do kadry na Puchar Narodów Afryki 1980. Na tym turnieju wystąpił w trzech meczach grupowych: z Algierią (0:0), z Gwineą (1:0) i z Marokiem (0:1).
W 1982 roku Kayede powołano do kadry na Puchar Narodów Afryki 1982. Na tym turnieju nie zagrał w żadnym meczu. Z Ghaną po raz drugi został mistrzem Afryki.
W 1984 roku Kayede został powołany do kadry na Puchar Narodów Afryki 1984. Na tym turnieju zagrał w jednym meczu grupowym, z Algierią (0:2). W kadrze narodowej grał do 1984 roku.